# Olmos de Peñafiel
Pour les articles homonymes, voir Olmos et Peñafiel.
Olmos de Peñafiel est une commune de la province de Valladolid dans la communauté autonome de Castille-et-León en Espagne.

## Économie
La localité est vinicole, et fait partie de l'AOC Ribera del Duero.

## Sites et patrimoine

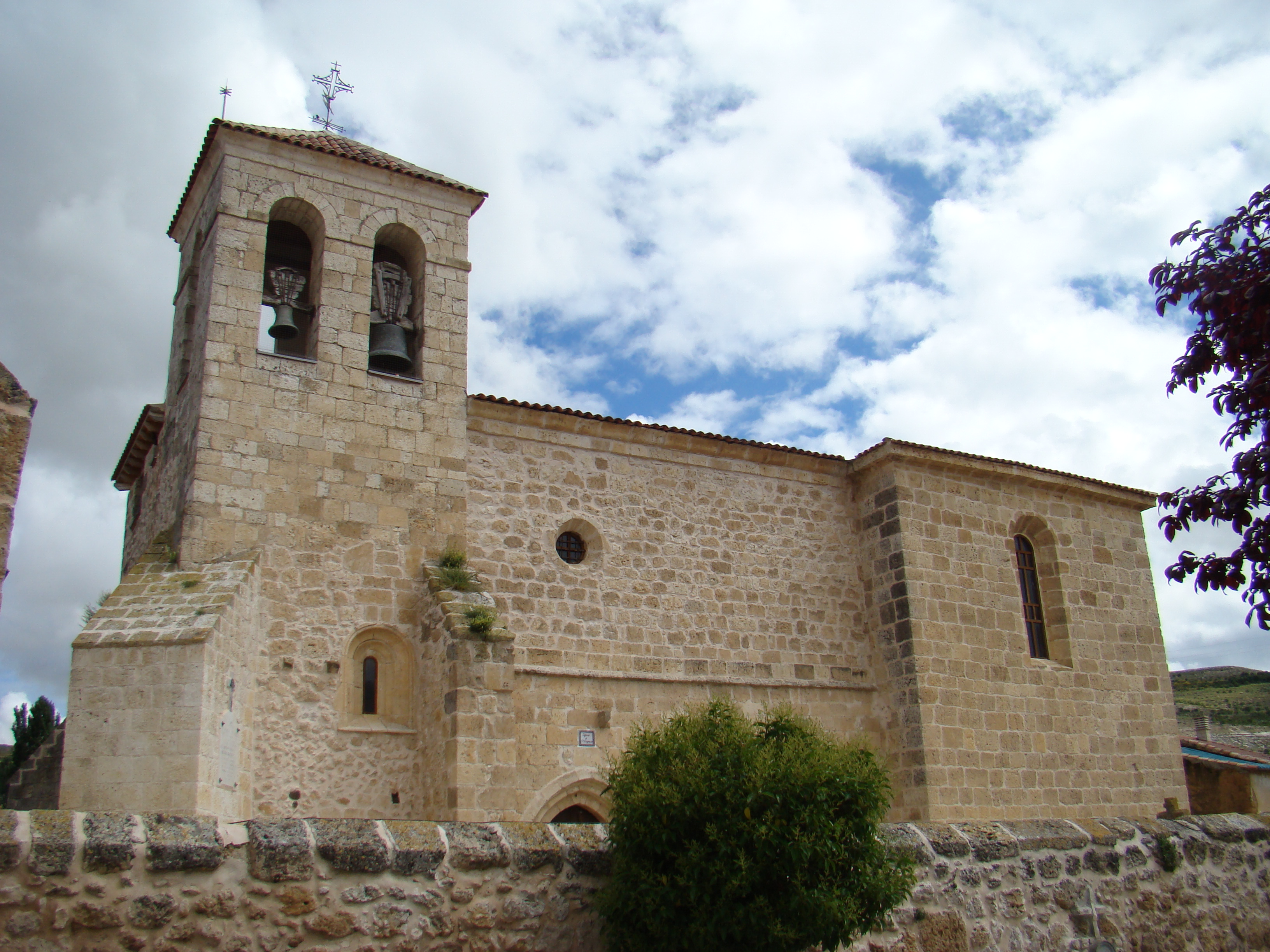
Église Santa Engracia.
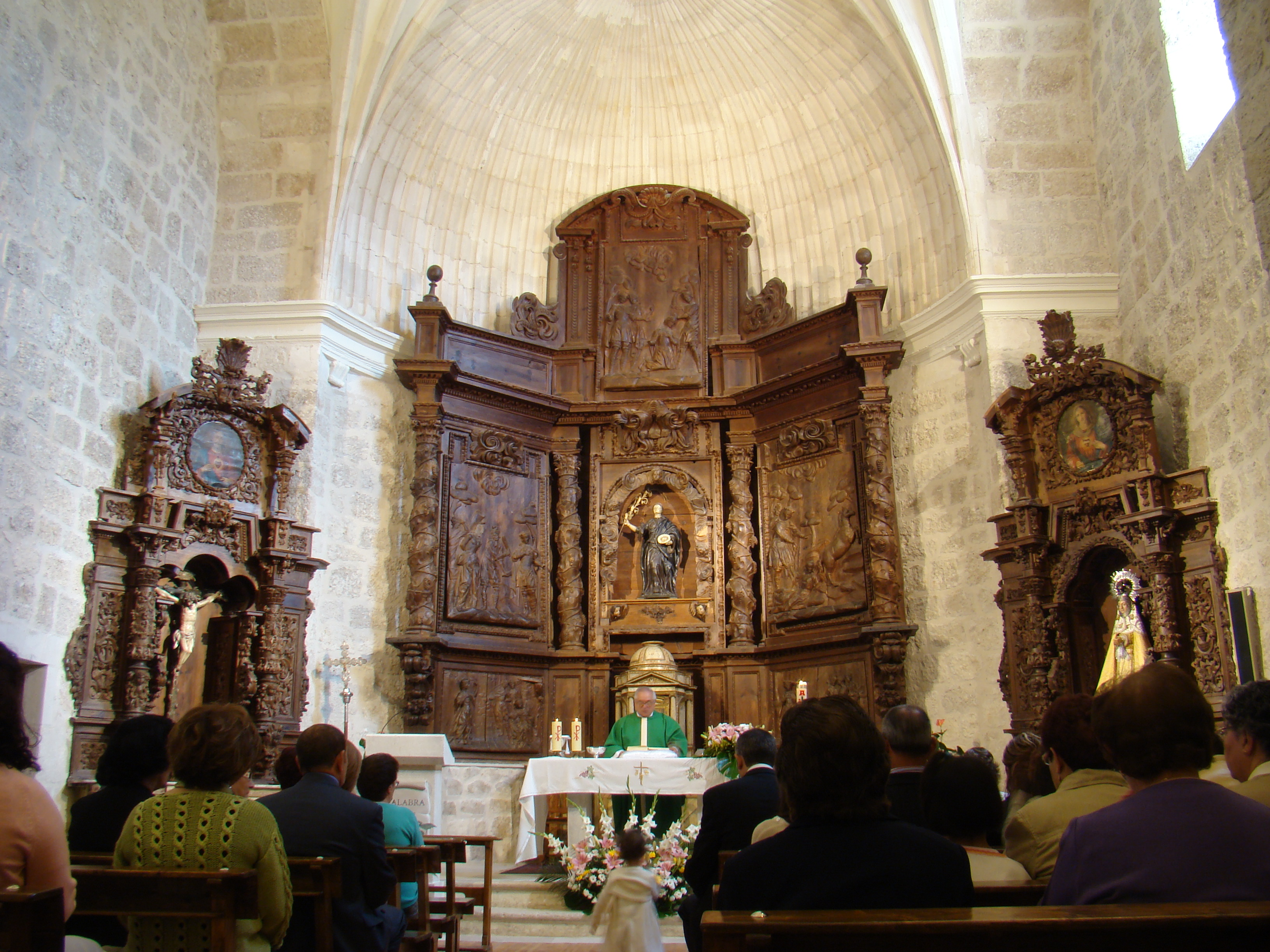
Église Santa Engracia.
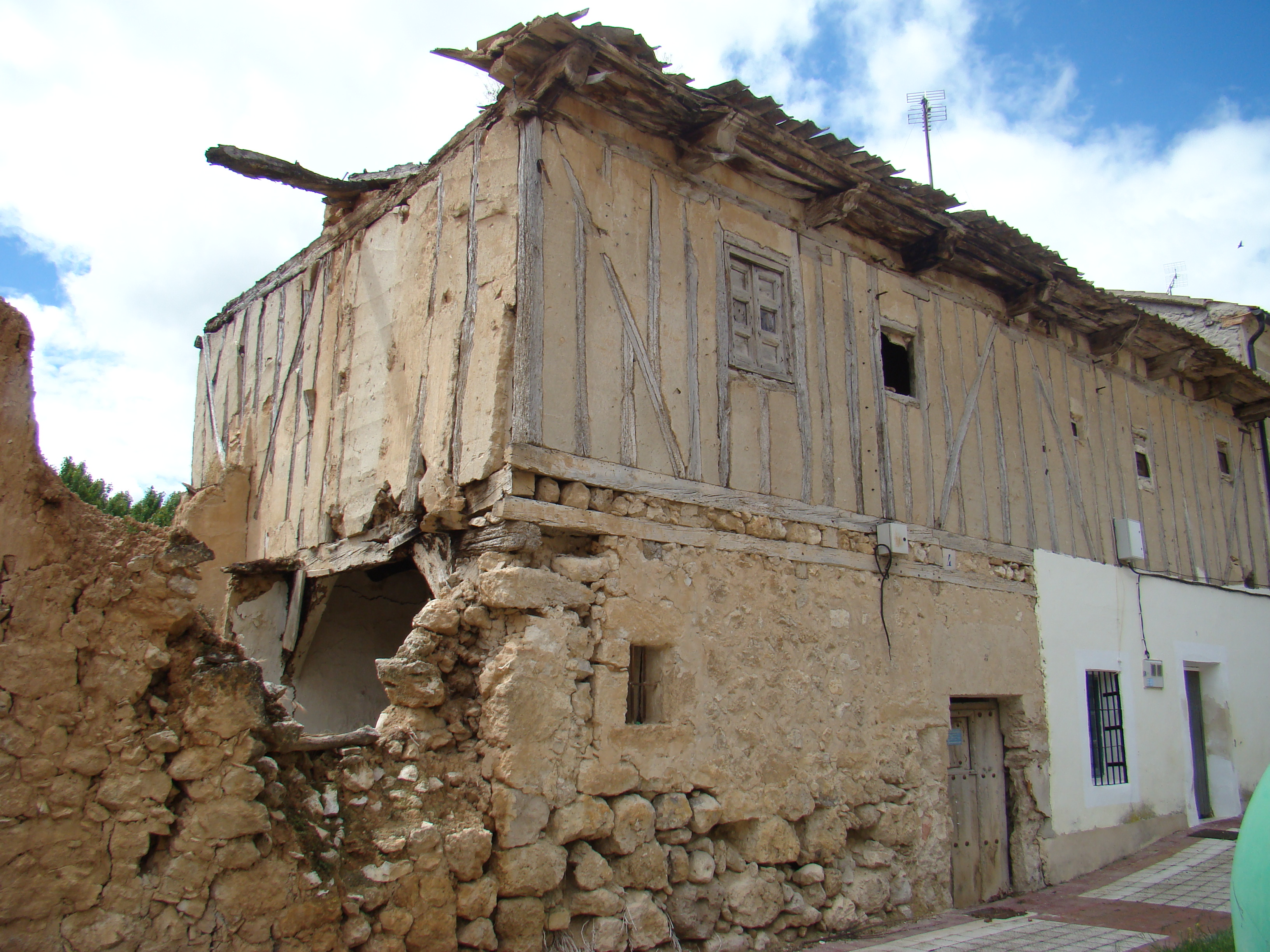
Architecture populaire.
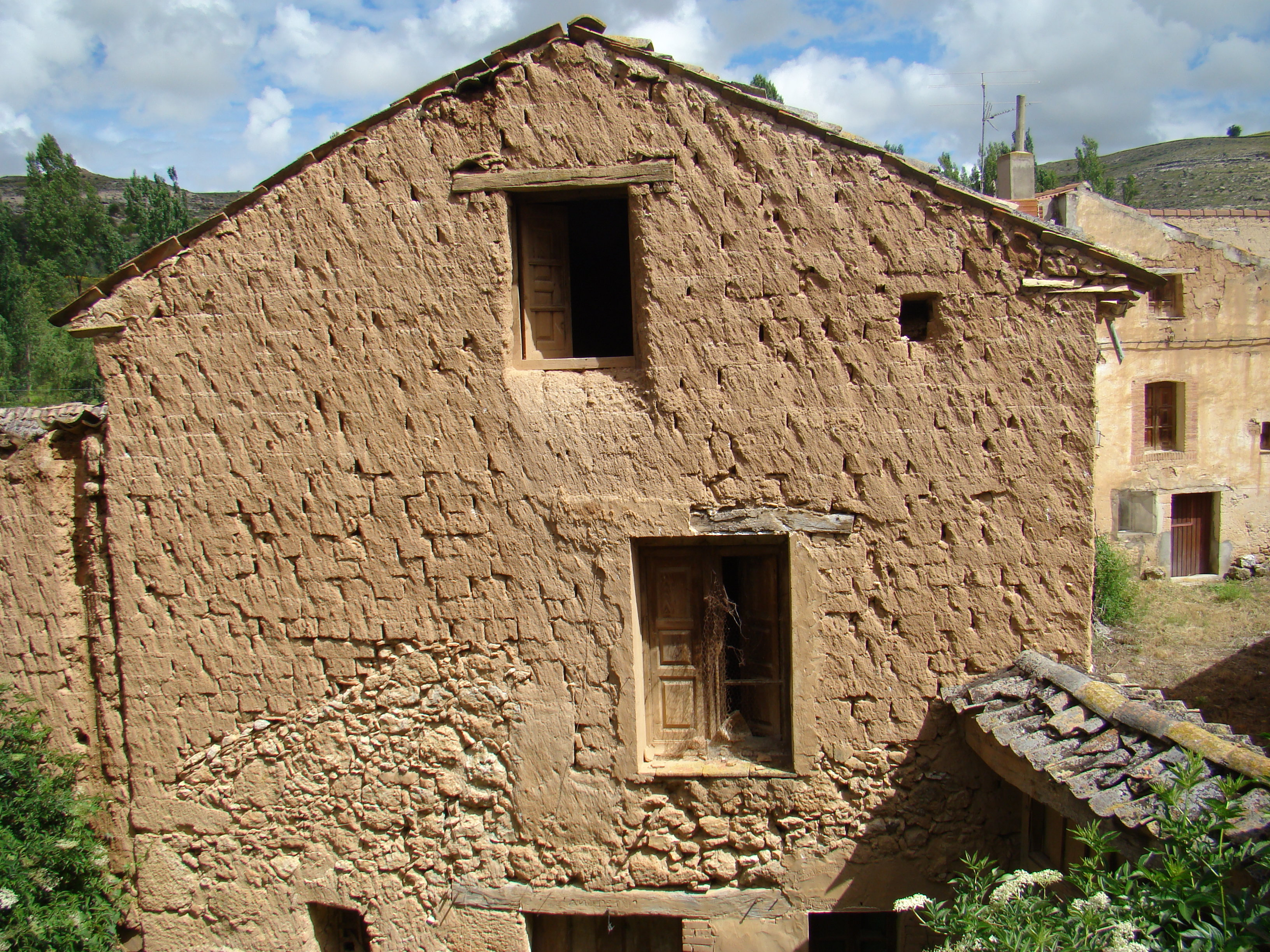
Architecture populaire.

- Église Santa Engracia.
- Église Santa Engracia.
- Architecture populaire.
- Architecture populaire.